# VM i ishockey 2001 (kvinder)
VM i ishockey for kvinder 2001 var det 7. VM i ishockey for kvinder. Mesterskabet blev arrangeret af IIHF og blev afvikles i tre niveauer med deltagelse af 26 hold. Det egentlige verdensmesterskab (tidligere kaldt A-VM) blev afviklet i seks forskellige byer i Minnesota, USA i perioden 2. – 8. april 2001 med deltagelse af otte hold.
De lavere rækker blev spillet på forskellige terminer i løbet af foråret 2001:
1. division (8 hold) i Briançon, Frankrig i perioden 20. – 25. marts 2001.
1. division kvalifikation, gruppe A (5 hold) i Bukarest, Rumænien i perioden 5. – 11. marts 2001.
1. division kvalifikation, gruppe B (5 hold) i Maribor, Slovenien i perioden 20. – 25. marts 2001.
| VM     | VM         |
| ------ | ---------- |
| Guld   | Canada     |
| Sølv   | USA        |
| Bronze | Rusland    |
| 4.     | Finland    |
| 5.     | Tyskland   |
| 6.     | Kina       |
| 7.     | Sverige    |
| 8.     | Kasakhstan |

| 1. division | 1. division |
| ----------- | ----------- |
| 9.          | Schweiz     |
| 10.         | Japan       |
| 11.         | Tjekkiet    |
| 12.         | Nordkorea   |
| 13.         | Frankrig    |
| 14.         | Letland     |
| 15.         | Norge       |
| 16.         | Danmark     |

| 1. division kval. | 1. division kval. |
| ----------------- | ----------------- |
| 17.               | Slovakiet         |
| 18.               | Holland           |
| 19.               | Italien           |
| 20.               | Storbritannien    |
| 21.               | Australien        |
| 22.               | Belgien           |
| 23.               | Sydafrika         |
| 24.               | Ungarn            |
| 25.               | Rumænien          |
| 26.               | Slovenien         |

## VM
Det egentlige VM blev spillet i seks forskellige arenaer i seks forskellige byer i Minnesota, USA.
- Schwan's Super Rink, Blaine
- Columbia Arena, Fridley
- Mariucci Arena, Minneapolis
- Ice Center, Plymouth
- Recreation Center, Rochester
- NHC, St. Cloud

### Indledende runde
De otte hold spillede i den indledende runde i to grupper med fire hold. De to bedste fra hver gruppe gik videre til semifinalerne, mens de øvrige fire hold gik videre til nedrykningsrunden.

#### Gruppe A
| Dato | Kamp                 | Res.  | Perioder      | Spillested  |
| ---- | -------------------- | ----- | ------------- | ----------- |
| 2.4. | Sverige - Rusland    | 0-3   | 0-0, 0-2, 0-1 | Rochester   |
| 2.4. | Kasakstan - Canada   | 00-11 | 0-4, 0-4, 0-3 | Rochester   |
| 3.4. | Sverige – Kasakhstan | 3-1   | 1-0, 1-1, 1-0 | Rochester   |
| 3.4. | Canada – Rusland     | 5-1   | 2-0, 3-1, 0-0 | Rochester   |
| 5.4. | Canada – Sverige     | 13-00 | 4-0, 6-0, 3-0 | Minneapolis |
| 5.4. | Rusland – Kasakhstan | 8-2   | 3-0, 1-1, 4-1 | Blaine      |

| Gruppe A   | Kampe | Mål   | Point |
| ---------- | ----- | ----- | ----- |
| Canada     | 3     | 29-10 | 6     |
| Rusland    | 3     | 12-70 | 4     |
| Sverige    | 3     | 03-17 | 2     |
| Kasakhstan | 3     | 03-22 | 0     |

#### Gruppe B
| Dato | Kamp               | Res.  | Perioder      | Spillested  |
| ---- | ------------------ | ----- | ------------- | ----------- |
| 2.4. | Finland - Kina     | 7-6   | 4-3, 1-1, 2-2 | St. Cloud   |
| 2.4. | Tyskland - USA     | 00-13 | 0-5, 0-6, 0-2 | St. Cloud   |
| 3.4. | Finland – Tyskland | 5-2   | 0-1, 3-1, 2-0 | St. Cloud   |
| 3.4. | USA – Kina         | 13-00 | 6-0, 3-0, 4-0 | St. Cloud   |
| 5.4. | Kina – Tyskland    | 0-0   | 0-0, 0-0, 0-0 | Plymouth    |
| 5.4. | USA – Finland      | 9-0   | 3-0, 5-0, 1-0 | Minneapolis |

| Gruppe B | Kampe | Mål   | Point |
| -------- | ----- | ----- | ----- |
| USA      | 3     | 35-00 | 6     |
| Finland  | 3     | 12-17 | 4     |
| Kina     | 3     | 06-20 | 1     |
| Tyskland | 3     | 02-18 | 1     |

### Nedrykningsrunde
De fire hold, der sluttede på tredje- eller fjerdepladsen i grupperne i den indledende runde, spillede om 5. – 8.-pladsen og om at undgå én nedrykningsplads til 1. division.
| Dato               | Kamp                 | Res. | Perioder      | Spillested |
| ------------------ | -------------------- | ---- | ------------- | ---------- |
| Semifinaler        |                      |      |               |            |
| 6.4.               | Kina - Kasakhstan    | 4-1  | 2-0, 1-1, 1-0 | Fridley    |
| 6.4.               | Sverige - Tyskland   | 2-6  | 1-2, 1-1, 0-3 | Fridley    |
| Kamp om 7.-pladsen |                      |      |               |            |
| 8.4.               | Kasakhstan - Sverige | 1-3  | 0-1, 0-1, 1-1 | Blaine     |
| Kamp om 5.-pladsen |                      |      |               |            |
| 8.4.               | Tyskland - Kina      | 1-0  | 1-0, 0-0, 0-0 | Fridley    |

Kasakhstan sluttede på 8.- og sidstepladsen, og derfor rykkede holdet ned i 1. division.

### Finaler
De fire hold, der sluttede på første- eller andenpladsen i grupperne i den indledende runde, spillede i semifinalerne, bronzekampen og finalen om guld-, sølv- og bronzemedaljer.
| Dato        | Kamp              | Res. | Perioder      | Spillested  |
| ----------- | ----------------- | ---- | ------------- | ----------- |
| Semifinaler |                   |      |               |             |
| 7.4.        | Canada - Finland  | 8-0  | 2-0, 2-0, 4-0 | Minneapolis |
| 7.4.        | USA - Rusland     | 6-1  | 2-1, 3-0, 1-0 | Minneapolis |
| Bronzekamp  |                   |      |               |             |
| 8.4.        | Rusland - Finland | 2-1  | 1-0, 1-1, 0-0 | Minneapolis |
| Finale      |                   |      |               |             |
| 8.4.        | USA - Canada      | 2-3  | 1-1, 0-1, 1-1 | Minneapolis |

## 1. division
VM i 1. division blev spillet den 20. – 25. marts 2001 i arenaen Parc 1326 i den franske by Briançon. Turneringen havde deltagelse af otte hold, der spillede om én oprykningsplads til VM og to nedrykningspladser til 2. division. Mesterskabet blev vundet af Schweiz, som dermed rykkede op i VM-gruppen. Som de to dårligst placerede hold rykkede Norge og Danmark ned i 2. division.
De otte hold spillede først i to grupper med fire hold. De to gruppevindere gik videre til finalen, de to toere gik videre til bronzekampen, de to treer spillede om 5.-pladsen, mens de to firere måtte tage til takke med kampen om 7.-pladsen samt nedrykning til 2. division.

### Gruppe A
| Dato  | Kamp                 | Res. | Perioder      |
| ----- | -------------------- | ---- | ------------- |
| 20.3. | Danmark - Nordkorea  | 8-2  | 3-0, 1-2, 4-0 |
| 20.3. | Frankrig - Japan     | 3-3  | 1-2, 2-0, 0-1 |
| 21.3. | Japan - Nordkorea    | 4-4  | 0-0, 4-1, 0-3 |
| 21.3. | Danmark - Frankrig   | 1-2  | 0-0, 1-2, 0-0 |
| 23.3. | Japan - Danmark      | 3-1  | 1-0, 0-0, 2-1 |
| 23.3. | Nordkorea - Frankrig | 4-2  | 1-1, 2-0, 1-1 |

| Gruppe A  | Kampe | Mål   | Point |
| --------- | ----- | ----- | ----- |
| Japan     | 3     | 10-80 | 4     |
| Nordkorea | 3     | 10-14 | 3     |
| Frankrig  | 3     | 7-8   | 3     |
| Danmark   | 3     | 10-70 | 2     |

### Gruppe B
| Dato  | Kamp               | Res. | Perioder      |
| ----- | ------------------ | ---- | ------------- |
| 20.3. | Letland - Schweiz  | 0-4  | 0-1, 0-2, 0-1 |
| 20.3. | Norge - Tjekkiet   | 0-5  | 0-1, 0-2, 0-2 |
| 22.3. | Norge - Letland    | 1-3  | 0-2, 0-0, 1-1 |
| 22.3. | Schweiz - Tjekkiet | 4-1  | 2-0, 1-0, 1-1 |
| 23.3. | Tjekkiet - Letland | 3-3  | 1-1, 0-2, 2-0 |
| 23.3. | Schweiz - Norge    | 8-1  | 6-1, 0-0, 2-0 |

| Gruppe B | Kampe | Mål   | Point |
| -------- | ----- | ----- | ----- |
| Schweiz  | 3     | 16-20 | 6     |
| Tjekkiet | 3     | 9-7   | 3     |
| Letland  | 3     | 6-8   | 3     |
| Norge    | 3     | 02-16 | 0     |

### Placeringskampe
| Dato               | Kamp                 | Res. | Perioder               |
| ------------------ | -------------------- | ---- | ---------------------- |
| Kamp om 7.-pladsen |                      |      |                        |
| 25.3.              | Danmark - Norge      | 2-4  | 1-2, 1-0, 0-2          |
| Kamp om 5.-pladsen |                      |      |                        |
| 25.3.              | Letland - Frankrig   | 1-2  | 0-1, 1-1, 0-0          |
| Bronzekamp         |                      |      |                        |
| 25.3.              | Tjekkiet - Nordkorea | 3-2  | 0-1, 1-0, 1-1 0-0, 1-0 |
| Finale             |                      |      |                        |
| 25.3.              | Schweiz - Japan      | 2-1  | 2-0, 0-1, 0-0          |

## 1. division kvalifikation
VM's tredjebedste række blev dette år kaldt 1. division kvalifikation, og den var opdelt i to grupper med fem hold i hver. I hver gruppe spillede holdene om at undgå tre nedrykningspladser til 3. division, som blev indført ved det efterfølgende VM. På grund af reduktionen af 1. division fra otte til seks hold var der ingen oprykning fra den tredjebedste række i 2001.

### Gruppe A
Gruppe A blev spillet i Bukarest i Rumænien 5. – 11. marts 2001. Som de to bedste hold i gruppen kvalificerede Holland og Italien sig til næste VM i 2. division, mens de tre lavest placerede hold rykkede ned i 3. division.
| Dato  | Kamp                 | Res. | Perioder      |
| ----- | -------------------- | ---- | ------------- |
| 5.3.  | Sydafrika - Belgien  | 3-4  | 1-1, 2-2, 0-1 |
| 5.3.  | Rumænien - Holland   | 1-14 | 1-7, 0-2, 0-5 |
| 6.3.  | Italien - Sydafrika  | 9-1  | 4-0, 4-1, 1-0 |
| 6.3.  | Belgien - Rumænien   | 7-0  | 3-0, 4-0, 0-0 |
| 8.3.  | Rumænien - Italien   | 0-15 | 0-4, 0-8, 0-3 |
| 8.3.  | Belgien - Holland    | 0-5  | 0-1, 0-2, 0-2 |
| 9.3.  | Holland - Italien    | 2-1  | 2-0, 0-1, 0-0 |
| 9.3.  | Sydafrika - Rumænien | 6-1  | 1-1, 4-0, 1-0 |
| 11.3. | Holland - Sydafrika  | 6-2  | 2-0, 2-1, 2-1 |
| 11.3. | Italien - Belgien    | 8-1  | 1-1, 3-0, 4-0 |

| Gruppe A  | Kampe | Mål   | Point |
| --------- | ----- | ----- | ----- |
| Holland   | 4     | 27-40 | 8     |
| Italien   | 4     | 33-40 | 6     |
| Belgien   | 4     | 12-16 | 4     |
| Sydafrika | 4     | 12-20 | 2     |
| Rumænien  | 4     | 02-42 | 0     |

### Gruppe B
Gruppe B blev afviklet i Maribor i Slovenien den 20. – 25. marts 2001. Turneringen blev vundet af Slovakiet foran Storbritannien, og de to hold kvalificerede sig dermed til det efterfølgende VM i 2. division. De øvrige tre hold rykkede ned i 3. division.
| Dato  | Kamp                        | Res. | Perioder       |
| ----- | --------------------------- | ---- | -------------- |
| 20.3. | Ungarn - Slovakiet          | 0-12 | 0-3, 0-5, 0-4  |
| 20.3. | Slovenien - Storbritannien  | 0-12 | 0-5, 0-5, 0-2  |
| 21.3. | Australien - Slovenien      | 7-2  | 3-1, 1-1, 3-0  |
| 22.3. | Storbritannien - Ungarn     | 12-0 | 4-0, 5-0, 3-0  |
| 22.3. | Slovakiet - Australien      | 9-1  | 5-1, 3-0, 1-0  |
| 23.3. | Slovenien - Slovakiet       | 0-23 | 0-5, 0-8, 0-10 |
| 24.3. | Storbritannien - Australien | 4-2  | 0-1, 2-0, 2-1  |
| 24.3. | Ungarn - Slovenien          | 7-1  | 3-0, 3-0, 1-1  |
| 25.3. | Australien - Ungarn         | 3-0  | 0-0, 3-0, 0-0  |
| 25.3. | Slovakiet - Storbritannien  | 4-1  | 1-0, 1-0, 2-1  |

| Gruppe B       | Kampe | Mål   | Point |
| -------------- | ----- | ----- | ----- |
| Slovakiet      | 4     | 48-20 | 8     |
| Storbritannien | 4     | 29-60 | 6     |
| Australien     | 4     | 13-15 | 4     |
| Ungarn         | 4     | 07-28 | 2     |
| Slovenien      | 4     | 03-49 | 0     |